# Cleo Pires
Cleo Pires, all'anagrafe Cleo Pires Ayrosa Galvão e anche nota soltanto come Cleo (Rio de Janeiro, 1982), è un'attrice e cantante brasiliana.

## Biografia
Cleo Pires è figlia degli attori Fabio Jr. e Gloria Pires. Ha esordito come attrice nella telenovela Donne di sabbia, nel 1993. Nel 2003 ha lavorato nel suo primo film, Benjamim, vincendo poi un premio al Festival internazionale del cinema di Rio de Janeiro per tale interpretazione. 
Nel 2005 ha ottenuto numerosi riconoscimenti per il ruolo svolto nella telenovela América.
Nel 2006 è apparsa in due telenovelas di grande successo, Cobras & Lagartos (che in Brasile le ha fatto vincere un premio quale migliore attrice non protagonista)	e Pagine di vita.
Tra le altre produzioni televisive a cui ha preso parte si ricordano Caminho das Índias (2009) e Salve Jorge (2012).
Nel 2014 ha lavorato nel film Rio, eu te amo.
Nel 2018 ha debuttato nella musica, pubblicando due EP firmati col solo nome di battesimo. 

## Vita privata
Dal 2010 al 2012 è stata sposata con l'attore João Vicente de Castro. Dopo aver divorziato ha frequentato per qualche tempo un altro attore, Rômulo Arantes Neto. Nel 2021 si è unita in matrimonio col modello e imprenditore Leandro D'Lucca.